# Villasayas
Villasayas és un municipi de la província de Sòria, a la comunitat autònoma de Castella i Lleó.

## Demografia
| Any      | 1900 | 1910 | 1920 | 1930 | 1940 | 1950 | 1960 | 1970 | 1980 | 1990 | 2000 |
| Població | 445  | 473  | 409  | 384  | 361  | 372  | 327  | 205  | 153  | 138  | 99   |